# Aderstedt (Bernburg)
Aderstedt is een plaats in de Duitse gemeente Bernburg (Saale), deelstaat Saksen-Anhalt, en telt 550 inwoners (2004).